# American Cup (échecs)
Pour les articles homonymes, voir American Cup.
La Coupe américaine ou Coupe d'Amérique (en anglais : American Cup) est un tournoi d'échecs organisé depuis 2022 à Saint-Louis dans le Missouri aux États-Unis. Le tournoi réunit les meilleurs joueurs américains. Un tournoi féminin (Women's American Cup) est organisé en même temps. 
Les deux premières éditions sont des tournois à élimination directe avec huit participants. Elles ont été remportées par Fabiano Caruana (en 2022) et par Hikaru Nakamura (en 2023) chez les hommes et par Irina Krush chez les femmes (en 2022 et 2023).

## Palmarès
| Édition Année | Édition Année | Dates       | Vainqueur       | Finaliste     | Marque de la super-finale |
| ------------- | ------------- | ----------- | --------------- | ------------- | ------------------------- |
| 1             | 2022          | 20-28 avril | Fabiano Caruana | Levon Aronian | 1,5-0,5                   |
| 2             | 2023          | 17-26 mars  | Hikaru Nakamura | Wesley So     | 2,5-1,5                   |
| 3             | 2024          | 12-21 mars  | Levon Aronian   | Wesley So     | 2,5-1,5                   |

| Édition Année | Édition Année | Dates       | Vainqueur   | Finaliste   | Marque de la super-finale |
| ------------- | ------------- | ----------- | ----------- | ----------- | ------------------------- |
| 1             | 2022          | 20-28 avril | Irina Krush | Alice Lee   | 1,5-0,5                   |
| 2             | 2023          | 17-26 mars  | Irina Krush | Alice Lee   | 2,5-1,5                   |
| 3             | 2024          | 12-21 mars  | Alice Lee   | Irina Krush | 4-2                       |